# Прямая (приток Бударки)
Прямая (Оссат; ранее нем. Ossa) — река в России, находится в Калининградской области. Устье реки находится в 1 км по левому берегу Бударки. Длина реки составляет 19 км. Площадь водосборного бассейна — 57,2 км².

## Данные водного реестра
По данным государственного водного реестра России относится к Балтийскому бассейновому округу, водохозяйственный участок реки — реки бассейна Балтийского моря в Калининградской области без рек Неман и Преголя. Относится к речному бассейну реки Неман и рекам бассейна Балтийского моря (российская часть в Калининградской области).
Код объекта в государственном водном реестре — 01010000312104300009759.